# Makeoana
Makeoana ist ein Ort und ein Community Council im Distrikt Berea im Königreich Lesotho. Im Jahre 2006 hatte der Bezirk eine Bevölkerung von 33.445.Personen.

## Geographie
Das Community Council liegt im Nordosten des Distrikts, an der Grenze zu den Distrikten Leribe und Thaba-Tseka.
Zum Council gehören die Orte:
| - Bophephetsa - Ha ’Makaliso - Ha ’Malekhase - Ha ’Mamatebele - Ha ’Mapa - Ha ’Molaoa - Ha Bela-Besa - Ha Boranta - Ha Chabeli - Ha Chakatsa - Ha Chetane (Ha Tau) - Ha Jobo - Ha Khamothi - Ha Khoarai - Ha Khopo - Ha Kutsupa - Ha Lebese - Ha Lebona - Ha Lejaha - Ha Lesibe - Ha Letsie - Ha Lieta - Ha Mahana - Ha Maime | - Ha Makhaola - Ha Makoanyane - Ha Makomo - Ha Makopotsa - Ha Malepa - Ha Malibeng - Ha Mangana - Ha Mangoato - Ha Maqotoane - Ha Masopha (Meeling) - Ha Matekane (Ha Kota) - Ha Matsa - Ha Matsoso - Ha Mokoena - Ha Molikuoa - Ha Monyai - Ha Mothakathi - Ha Mothethi - Ha Nkunyane - Ha Nkutu (Sebetia) - Ha Nkutunyane (Tloaalang) - Ha Nonyana - Ha Ntsane - Ha Oetsi | - Ha Phatsoa - Ha Pita - Ha Posholi - Ha Pulumo - Ha Puoane - Ha Raletsae - Ha Ramohobo - Ha Seana - Ha Seme - Ha Seraha-Majoe - Ha Taaso - Ha Thabo - Ha Thebe (Sebetia) - Ha Tobolela - Khetha - Khoakhoeng - Khokhoba - Lehlakaneng - Liphakoeng - Machalefose - Mafikeng - Mafotholeng - Maholong | - Makh’anfolei - Makhalong - Makhanfolehi - Maluba-Lube - Mankoeng - Maphatšoaneng - Matangoaneng - Matemeng - Meeling - Mokoallong - Motse-Mocha (Qethane) - Motsekuoa - Nkhetheleng - Phahameng - Pokellong - Qethane - Sehlabeng - Sekokoaneng - Terai Hoek - Thabana-Tšooana - Tsipa - Vukazenzele |